# Дерек Эваник
Дерек Эваник (англ. Derek Evanick) — американский режиссёр, сценарист и художник раскадровки. Работал над такими мультсериалами, как «Удивительные злоключения Флэпджека», «Рыбология», «Кларенс» и «Харви Бикс».

## Биография
Дерек Эваник родился 28 июня 1981 года в США. Начал свою карьеру в 2010 году, когда ему было 29 лет. Первыми проектами, над которыми он начал работать, были «Удивительные злоключения Флэпджека» и «Гадкий я». Позже начал работать над проектами «Рыбология», «Бунт ушастых» и «Шоу Рики Джервэйса». С 2015 года является режиссёром мультсериала К.Х. Гринблатта, «Харви Бикс» вместе с Дианой Лафиатис. 

## Фильмография
| Годы      | Название                           | Примечания                                          |
| --------- | ---------------------------------- | --------------------------------------------------- |
| 2010      | Удивительные злоключения Флэпджека | Сценарист, художник раскадровки                     |
| 2010      | Гадкий я                           | Художник раскадровки                                |
| 2010—2014 | Рыбология                          | Сценарист, редактор, режиссёр, художник раскадровки |
| 2011      | Бунт ушастых                       | Художник раскадровки                                |
| 2011—2012 | Шоу Рики Джервэйса                 | Художник раскадровки                                |
| 2012      | Лоракс                             | Художник раскадровки                                |
| 2014      | Кларенс                            | Художник раскадровки                                |
| 2015—2017 | Харви Бикс                         | Режиссёр, вышестоящий продюсер (со второго сезона)  |

### Актёр озвучивания
- 2012: Рыбология — Школьный советник
- 2015: Харви Бикс — Дополнительные роли